# Quidam
Quidam que significa "persona sin cabeza" en latín, fue un espectáculo producido y realizado por Cirque du Soleil en el año 1996. Quidam se centra en una joven llamada Zoe, una muchacha triste y desesperada a la que sus padres no prestan atención, así que ella sueña con el mundo curioso de Quidam en una tentativa de escapar de su tristeza. Cirque du Soleil lo explica así: "Quidam, pronombre latino que significa cualquiera, se aplica a un fulano, a un transeúnte anónimo, a una figura solitaria detenida en una esquina, a una persona que pasa a toda prisa, a un ser perdido en la multitud. 
Quidam es un desconocido que pasa, un transeúnte solitario, el individuo apresurado, un personaje cualquiera… cualquiera. Es el individuo que va y viene y vive en nuestra sociedad demasiado anónima. El que forma mayoría silenciosa en la masa. El que grita, sueña y canta en cada uno de nosotros. Este es el “quídam” que el Cirque du Soleil celebra".
Una joven está furiosa; cree que ya lo ha visto todo y su universo se ha vuelto insignificante. Su cólera hace que estalle su pequeño mundo y se encuentra en el universo de Quídam en compañía de dos personajes: uno alegre y otro misterioso. Este último intentará seducirla ofreciéndole lo maravilloso, lo inquietante y lo aterrador

## Técnica y Set
El escenario minimalista fue diseñado por Michel Crête representan una estructura monolítica como un aeropuerto o estación donde personas siempre vienen hacia adelante y atrás. El principal elemento conjunto incluye los cinco, arcos de (36.57 metros) de aluminio, 60 pies encima del escenario, conocido como el téléphérique. Estos permiten intérpretes para transportarse hacia y fuera de la escena desde arriba. Cada riel de la téléphérique tiene dos carros: uno para subir y bajar el ejecutante o equipos y la segunda para transportarlo hacia o fuera del escenario. En cuanto a la palabra escenario propio, está hecho de cubiertas de aluminio con una alfombra de goma tipo perforada. Las perforaciones, de los cuales hay más de 200.000, permiten la luz atravesar desde debajo del escenario, crear diversos efectos visuales.[1]

## Personajes
- Zoé: Zoé es una niña normal. Está aburrida pero tiene curiosidad, y añora la diversión y emoción que cree están al alcance su mano
- El Padre: Perdido detrás de su periódico e instalado en su cuarto, Padre finalmente abrió los ojos y se encontró entre su familia y seres queridos una vez más.
- La Madre: Si bien se sentía apartada, Madre pronto redescubrirá el intenso sentimiento de estar viva a través del dolor y el coraje, el juego y el amor.
- Quidam: Personaje imaginario que le muestra a Zoe y a su familia una lección.
- John: Con un único mechón de pelo en medio de una característica calva, John es un maestro de ceremonias bastante particular. Resulta inquietante a la par que encantador, y encarna a la vez a un personaje de televisión y a un profesor suplente con su propio plan de estudios. Se trata de un aventurero que ha emprendido un misterioso viaje.
- El target: Con sus gestos graciosos, Target (diana) ha elegido vivir en un espacio vacío. Presente y ausente al mismo tiempo, acompaña durante un rato a la niña perdida.
- La Cible
- Les Chiennes Blanches
- Boum-Boum: Boum-Boum es agresivo y está muy en forma. Y, sin embargo, resulta anodino ya que su cuerpo sobrevive únicamente porque su alma se niega a abandonarlo.
- Conejo
- El Aviador: El Aviador tiene un esqueleto de alas, pero no parece listo para despegar. Quizás no sabe que tiene alas. O puede que sí que lo sepa, pero que no pueda volar. O que, como Ícaro, lo haya intentado y haya fracasado. O quizás simplemente quiere escapar de este mundo y sus problemas.
- Les Égarés
- El Payaso: El payaso adopta una visión contemporánea de las artes circenses. A través de sus números subversivos, locos y reclamando la participación del público, explica su propia historia, aportando a Quidam el lenguaje alegre, burlesco y sin tapujos de los payasos. Su mundo coloristas, descarado y alocado nos recuerda que el circo siempre será un espectáculo universal.

### Actos
- Rueda alemana: La rueda alemana, un ejercicio de gimnasia originario de Alemania, alcanza una nueva dimensión en Quidam. Shayne se transforma en un auténtico rayo humano que pivota, da vueltas y manipula la rueda, realizando saltos mortales y acrobacias que desafían la
- Diábolo
- Contorsión aérea en seda
- Super salta cuerdas o comba
- Aros aéreos:
- Parada de manos/verticales
- Cuerdas españolas
- Estatuas/Equilibrio
- Banquine

### Actos en Rotación
- Malabares: El acto de malabares utiliza varios objetos que son simbólicos en la historia de Quidam. Utilizando un sombrero tipo bombín, un paraguas, un maletín y algunas esferas rojas, el malabarista realiza proezas impresionantes de destreza y equilibrio, manteniendo siempre su personaje de Padre.

### Actos Retirados
- Cintas aéreas:
- Manipulación de Aros
- Manipulación
- Nube Osciladora/Cloud Swing/Cuerda Marina  Como un trapecio de cuerda: es una combinación única y audaz de las técnicas del trapecio y la cuerda lisa. La artista nos ofrece una serie de espectaculares acrobacias, con saltos y piruetas en el aire.
- Rueda simple
- Diabolos

## Disfraces
El diseñador de vestuario para Quidam, Dominique Lemieux, se inspiró en el arte surrealista, especialmente las obras de René Magritte y Paul Delvaux. Los trajes transmiten la alienación de los personajes y representan un paisaje urbano mediante el uso de telas y texturas pintadas. El color dominante a lo largo de Quidam es gris, pero es complementado por profundos, ricos, cálidos colores y adornado con metales. Quidam era el primer show de Cirque du Soleil a utilizar ropa cotidiana para los trajes, aunque las en los actos acrobáticos son modificados. La tela elegida para Quidam es principalmente ropa de estiramiento, pero también incluye cuero, yute, crepe de lino, lana, terciopelo y 42 tipos de algodón.
Quidam tiene aproximadamente 250 trajes, 500 accesorios de vestuario y zapatos de 200-300. La razón de la gran cantidad de disfraces para el elenco es que cada artista tiene en cualquier lugar de 2 a 7 trajes, de los cuales hay al menos 2 piezas de repuesto. Los trajes, a pesar de ser lavados todos los días, pueden durar entre 6 meses y 2 años.

## Gira
Quidam comenzó como una gran carpa gira espectáculo antes de convertirse plenamente a una arena gira espectáculo en 2010. [2] Para un corto período de tiempo en 2009, Quidam recorrió el Reino Unido y el IE en formato de arena antes de volver a la gran carpa de conmutación cuando fueron a América del Sur.
Cirque du Soleil comenzó a usar un autobús turístico personalizado como un método de ayudar a publicitar Quidam durante su gira en el noreste de América del Norte durante el otoño de 2011. Durante la muestra se detiene en varias ciudades, el autobús de gira hace apariciones en los comerciantes locales, permitiendo a la gente cumplir parte de la tripulación.[9]

### Europa Arena
- Rouen, FR - Del 30 de abril de 2014 al 4 de mayo de 2014
- Berlín, DE - Del 8 de mayo de 2014 al 11 de mayo de 2014
- Núremberg, DE - Del 14 de mayo de 2014 al 18 de mayo de 2014
- Hanover, DE - Del 21 de mayo de 2014 al 25 de mayo de 2014
- Bremen, DE - Del 28 de mayo de 2014 al 1° de junio de 2014
- Hamburgo, DE - Del 4 de junio de 2014 al 8 de junio de 2014
- Lúxemburgo, LU - Del 11 de junio de 2014 al 15 de junio de 2014
- Tel Aviv, IL - Del 7 de agosto de 2014 al 16 de agosto de 2014
- Zúrich, CH - Del 16 de octubre de 2014 al 19 de octubre de 2014
- París, FR - Del 3 de diciembre de 2014 al 7 de diciembre de 2014
- Lille, FR - Del 10 de diciembre de 2014 14 de diciembre de 2014
- Lisboa, PT - Del 18 de diciembre de 2014 al 28 de diciembre de 2014
- Tenerife, ES - Del 3 de enero de 2015 al 11 de enero de 2015